# Лазаричке песме
Лазаричке песме су врста обредних лирских народних песмама. Лазаричким песмама се слави долазак пролећа и буђење живота још од прастарих времена, а овај обичај се касније усталио на Лазареву суботу. Група девојчица (лазарица) је ишла од куће до куће, и певала песме за здравље, срећу и напредак домаћина. Лазаричке песме су се до данас очувале у источној Србији и нарочито на Косову и шарпланинским селима. 

## Традиција
Лазаричке песме, некад везане за прастаре култове у славу пролећа и буђења живота, христијанизоване су и везане за предускршњи празник Лазарева субота, што је допринело њиховом очувању. Главну тему песма чини изражавање добрих жеља за здравље, напредак домаћина и укућана. Временом песме су примиле и шаљиве елементе.

„Кој Лазара дарива’:

Све му здраво у кућу,

Краве му се телиле,

Овце му се јагњиле,

Кокошке му носиле,

Пчеле му се ројиле.”
Песме пева група девојака, лазарица. Оне, лепо обучене и украшене пешкирима, марамама, зеленилом, цвећем и врбовим гранчицама, обилазе куће и обраћају се сваком са посебно намењеном песмом. Једна девојчица се преоблачила у мушкарца (Лазара).Групу су чинили Лазар, Лазарица, три стежника, који носе стегове, и три војводе. Лазарице су се облачиле у бело, што је значило да се спремају за удају. Веровало се да се девојка може удати само ако три пута иде у лазарице.
За време лазаричких дана куће су детаљно чишћене, подови су метени судови прани, ложена нова ватра, чиме су се отклањали зли демони и стварани услови за обнављање живота и плодности. Лазарице би рано пре сунца обично ишле прво на воду, умиле се и молиле воду да поново оживи:
„Мори водо, студна водо,

доста биде студна вода.

Ајде већем загревај се

загревај се, затопли се...“
Потом, идући од куће до куће, играле су се и певале песме намењене домаћину и његовим укућанима и то сваком посебно. Песмама се исказивала жеља за здрављем, плодношћу, напретком и благостањем. Момцима се желело да нађу добре девојке, одраслима да имају пуно деце, здравље и богатство. Једна девојка носила је котарицу окићену цвећем у коју је стављала дарове које је добијала од домаћина: брашно, јаја, орахе, вуну. Девојке су то на крају делиле или су правиле заједничку гозбу са жељом да тако призову свадбено весеље и улазак у нову заједницу.

## Пример
„Ој, Лазаре, Лазаре,

Наш прехрабри Јариле!

И премили Божоле!

Овде нама казују

Младе деве велике

За удају приспеле.

Белила је белила

Танке беле дарове

У Ђуримске дворове,

Те Ђурђеве Јарилске.

Сам ју Ђурђе видео,

Сам Јарило Ђуриме

И дружину викнуо:

„Ход’те, ход’те, дружина!

Ево вама дарова,

Сваком вама дарова,

А меника девојка.“

Обрни се Лазаре,

Наш премили Божоле,

Па се лепо поклони,

Да те лепше дарујем:

Лепим даром дукатом.”
Ова песма је намењена девојкама стасалим за удају. Смештена је у реалистички оквир, типичан за патријархалну културу, а као младожења  се појављује словенски бог Јарило, који се славио два пута годишње, у пролеће и лето. Симболички, ово може представљати спајање земље и Сунца, које у пролеће резултује буђењем вегетације и поновним започињањем циклуса рађања у природи. Јарило је након доласка хришћанства повезан са светим Ђорђем.